# Grupos de Intervención
Los Grupos de Intervención (GI) son las unidades de la policía antidisturbios de la Gendarmería Nacional de Argelia.

## Historia
Los primeros grupos de intervención surgieron en la década de 1980, en los suburbios de Argel, en Chéraga y en Sidi Bel Abbès, actualmente existen Grupos de Intervención repartidos por toda la nación. Anteriormente, las unidades móviles de la Gendarmería Nacional eran las encargadas de mantener el orden público. Estas unidades son consideradas unidades de élite. Antes de la aparición del Destacamento Especial de Intervención (DEI), los GI eran los únicos en poder intervenir en misiones complejas como una toma de rehenes. El núcleo duro del DEI proviene de los Grupos de Intervención. Los Grupos de Intervención y Neutralización (GIN) también pertenecen a la Gendarmería Nacional.

## Misión
Los Grupos de Intervención (GI) son responsables de:
- Mantenimiento y restauración del orden público.
- Seguridad vial general y pública.
- Servicios y aplicación de la ley que exceden las capacidades operativas de los gendarmes móviles.
- Prestar apoyo durante misiones sensibles y peligrosas.
- Ofrecer ayuda y socorro a la población, en caso de desastre natural.
- Prestar apoyo durante las intervenciones de las SSI (Secciones de Seguridad e Intervención), o de los GIN (Grupos de Intervención y Neutralización).

## Armamento
Los agentes de los Grupos de Intervención, disponen de un armamento similar al que usa la Gendarmería Nacional.

## Galería de imágenes

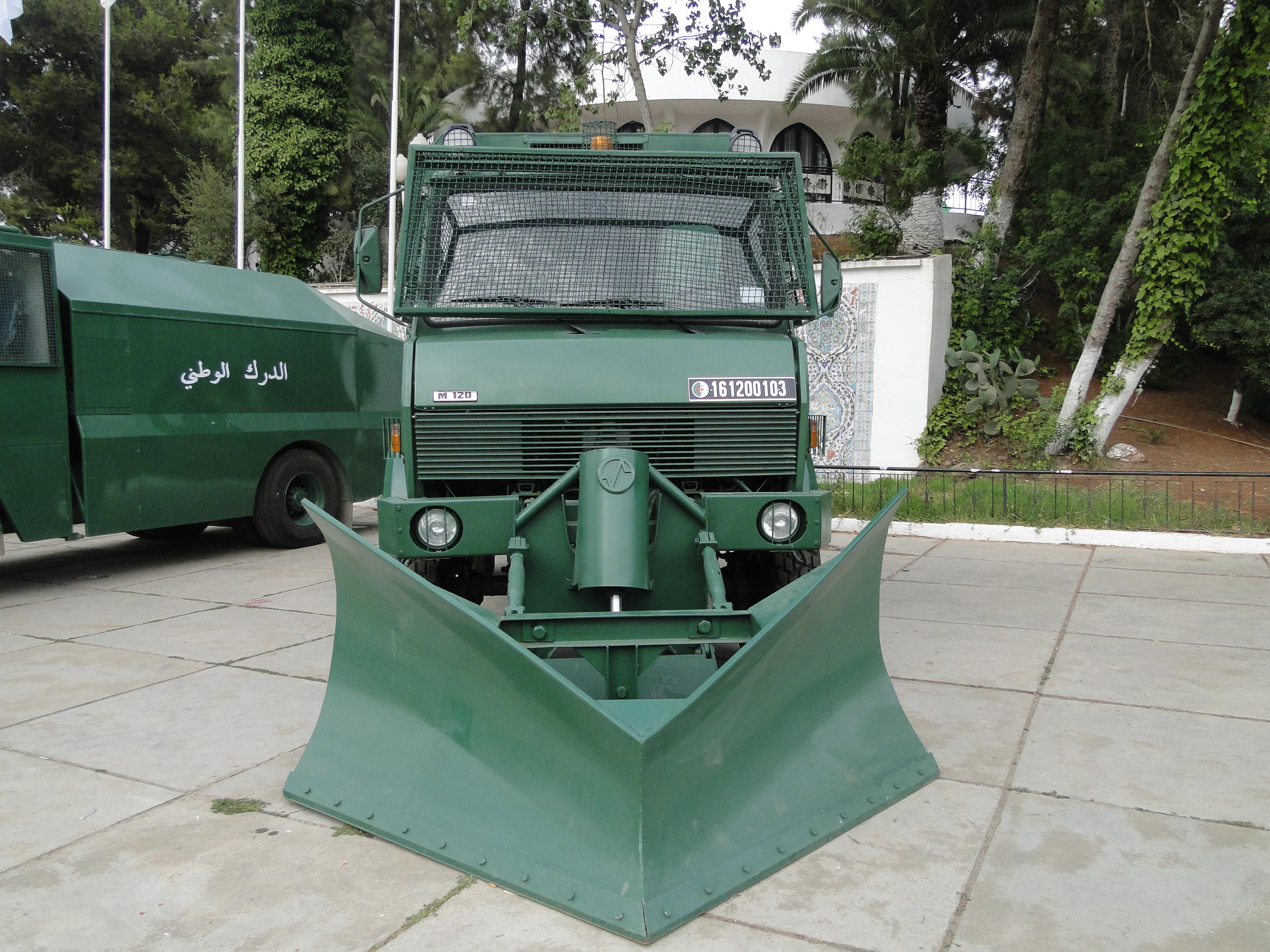
Camión militar SNVI M120.

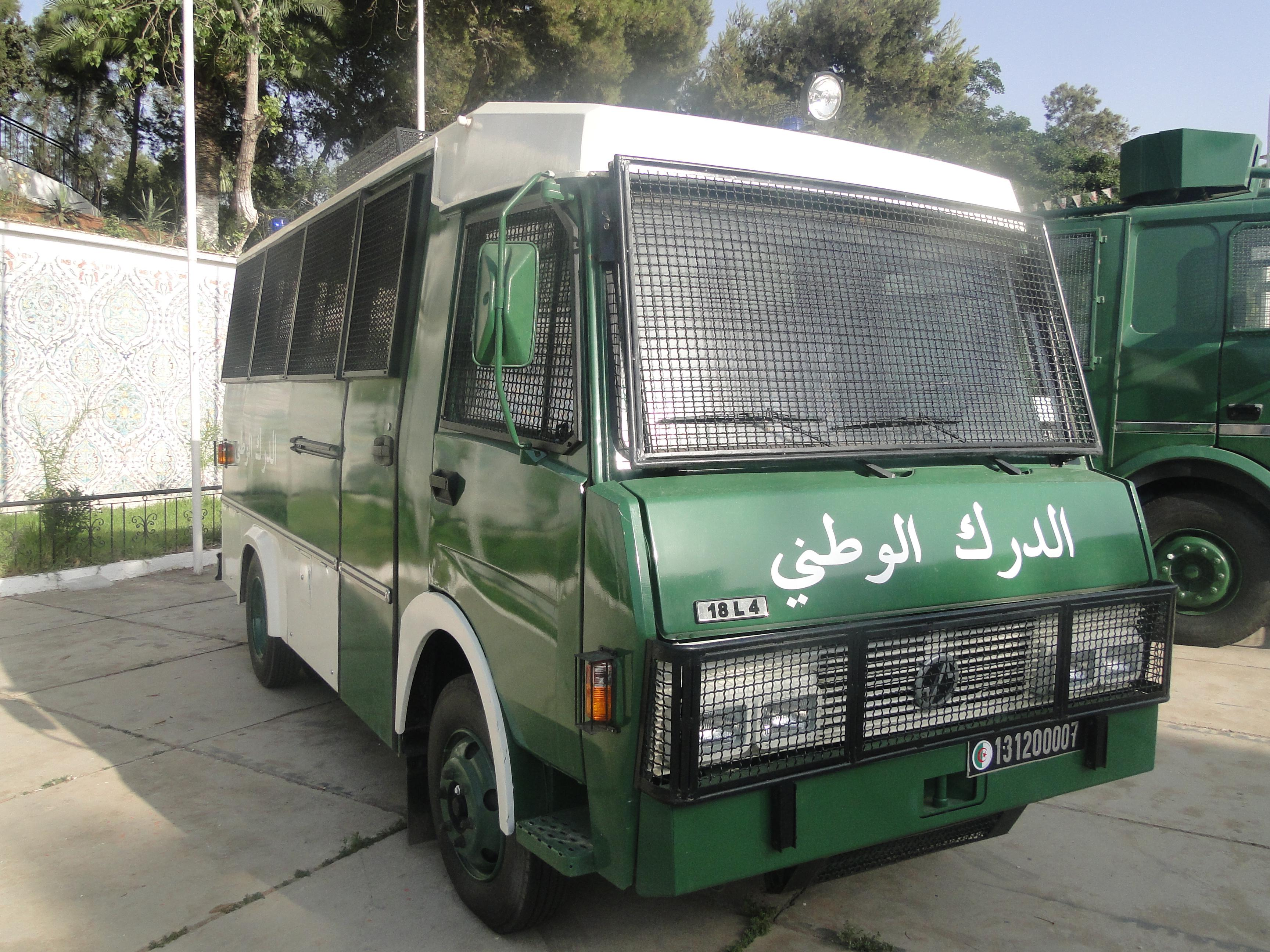
Furgón policial SNVI 18 V4.

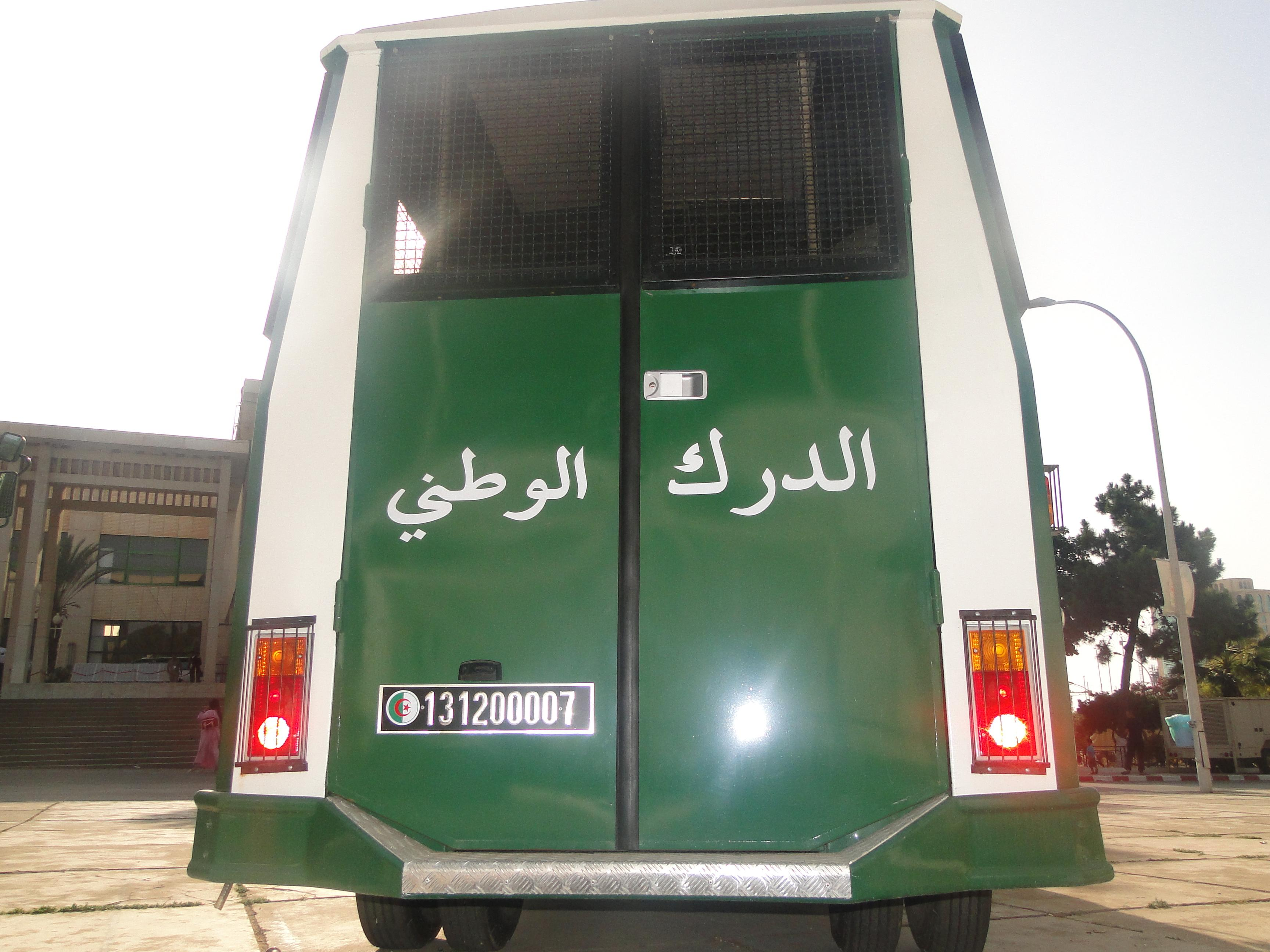
Furgón policial SNVI 18 V4.

### Armas de fuego
| Nombre                          | Imagen   | Origen                 | Tipo                   | Munición             | Fabricante              |
| Pistolas                        | Pistolas | Pistolas               | Pistolas               | Pistolas             | Pistolas                |
| ------------------------------- | -------- | ---------------------- | ---------------------- | -------------------- | ----------------------- |
| Makarov PM                      |          | Unión Soviética        | Pistola semiautomática | 9 × 18 mm Makarov    |                         |
| Caracal                         |          | Emiratos Árabes Unidos | Pistola semiautomática | 9 × 19 mm Parabellum |                         |
| Glock 17 / 18                   |          | Austria                | Pistola semiautomática | 9 × 19 mm Parabellum |                         |
| Glock 31                        |          | Austria                | Pistola semiautomática | 9 × 22 mm            |                         |
| Beretta 92                      |          | Italia                 | Pistola semiautomática | 9 × 19 mm Parabellum |                         |
| Subfusiles                      |          |                        |                        |                      |                         |
| Beretta M12                     |          | Italia                 | Subfusil               |                      |                         |
| HK MP5                          |          | Alemania               | 9 × 19 mm Parabellum   |                      | Heckler & Koch          |
| HK MP5SD                        |          | Alemania               | 9 × 19 mm Parabellum   |                      | Heckler & Koch          |
| HK MP5K                         |          | Alemania               | 9 x 19 mm Parabellum   |                      | Heckler & Koch          |
| Heckler & Koch MP7              |          | Alemania               | Subfusil               |                      |                         |
| Fusiles de asalto               |          |                        |                        |                      |                         |
| AKM                             |          | Unión Soviética        | Fusil de asalto        |                      |                         |
| Steyr AUG                       |          | Austria                | Fusil de asalto        |                      |                         |
| Heckler & Koch G36              |          | Alemania               | Fusil de asalto        |                      |                         |
| Escopetas                       |          |                        |                        |                      |                         |
| Beretta RS-202M2                |          | Italia                 | Escopeta               |                      |                         |
| Fusiles de francotirador        |          |                        |                        |                      |                         |
| Sako TRG 22 / 42                |          | Finlandia              | Fusil de francotirador |                      |                         |
| Zastava M93 Black Arrow         |          | Serbia                 | Fusil de francotirador |                      |                         |
| Fusil de francotirador Dragunov |          | Unión Soviética        | Fusil de francotirador | 7,62 × 54 mm R       | Corporación Kalashnikov |
| Ametralladoras                  |          |                        |                        |                      |                         |
| RPD                             |          | Unión Soviética        | Ametralladora ligera   | 7,62 × 39 mm         |                         |
| RPK                             |          | Unión Soviética        | Ametralladora ligera   |                      |                         |

### Armas eléctricas
| Nombre                 | Imagen                 | Origen                 | Tipo                   |
| Armas de electrochoque | Armas de electrochoque | Armas de electrochoque | Armas de electrochoque |
| ---------------------- | ---------------------- | ---------------------- | ---------------------- |
| X-26                   |                        | Estados Unidos         | Taser                  |

### Lanzagranadas acoplado
| Nombre                 | Imagen                 | Origen                  | Munición               | Fabricante                                                                   |
| Lanzagranadas acoplado | Lanzagranadas acoplado | Lanzagranadas acoplado  | Lanzagranadas acoplado | Lanzagranadas acoplado                                                       |
| ---------------------- | ---------------------- | ----------------------- | ---------------------- | ---------------------------------------------------------------------------- |
| GP-25                  |                        | Argelia Unión Soviética | Granada de 40 mm       | Empresa de Construcciones Mecánicas de KhenchelaKBP Instrument Design Bureau |

## Equipamiento
- Aerosol de pimienta
- Casco antidisturbios
- Chaleco antibalas
- Escudo antidisturbios
- Esposas
- Gafas protectoras
- Granada aturdidora
- Granada de humo
- Guantes
- Lanzagranadas
- Máscara antigás
- Rodilleras
- Tonfa

## Vehículos

### Automóviles
| Nombre                    | Imagen | Origen          | Tipo                          |
| ------------------------- | ------ | --------------- | ----------------------------- |
| Toyota Corolla            |        | Japón           | Automóvil de turismo          |
| Subaru Impreza            |        | Japón           | Automóvil de turismo          |
| Hyundai i30               |        | Corea del Sur   | Automóvil de turismo          |
| Volkswagen Golf V         |        | Alemania        | Automóvil de turismo          |
| Volkswagen Polo IV        |        | Alemania        | Automóvil de turismo          |
| Peugeot 307               |        | Francia         | Automóvil de turismo          |
| Škoda Rapid               |        | República Checa | Automóvil de turismo          |
| Hyundai Santa Fe          |        | Corea del Sur   | Crossover                     |
| Tata Safari               |        | India           | Crossover                     |
| Toyota Land Cruiser       |        | Japón           | Vehículo utilitario deportivo |
| Toyota Land Cruiser Prado |        | Japón           | Vehículo utilitario deportivo |
| Nissan Patrol             |        | Japón           | Vehículo todoterreno          |
| Mercedes-Benz Clase G     |        | Alemania        | Vehículo todoterreno          |
| Ford F-150                |        | Estados Unidos  | Pickup                        |
| Iveco Daily               |        | Italia          | Furgoneta                     |
| Mercedes-Benz Sprinter    |        | Alemania        | Furgoneta                     |
| SNVI 18 L4                |        | Argelia         | Furgón policial               |
| SNVI M120                 |        | Argelia         | Camión militar                |

### Blindados
| Nombre         | Imagen | Origen                 | Tipo                                |
| -------------- | ------ | ---------------------- | ----------------------------------- |
| Fahd 200       |        | Egipto                 | Transporte blindado de personal     |
| BCL M-5        |        | Argelia                | Transporte blindado de personal     |
| Panhard M3     |        | Francia                | Transporte blindado de personal     |
| Panhard AML-60 |        | Francia                | Automóvil blindado militar          |
| NIMR ISV       |        | Emiratos Árabes Unidos | Vehículo de movilidad de infantería |

### Helicópteros
| Nombre                        | Imagen | Origen  | Tipo                   |
| ----------------------------- | ------ | ------- | ---------------------- |
| AgustaWestland AW109          |        | Italia  | Helicóptero utilitario |
| Eurocopter AS350 Ecureuil     |        | Francia | Helicóptero ligero     |
| Eurocopter AS355 Ecureuil 2   |        | Francia | Helicóptero ligero     |
| Aérospatiale AS550/555 Fennec |        | Francia | Helicóptero utilitario |

### Motocicletas
| Nombre      | Imagen | Origen   | Tipo        |
| ----------- | ------ | -------- | ----------- |
| BMW K100RS  |        | Alemania | Motocicleta |
| BMW R1100RT |        | Alemania | Motocicleta |
| BMW R1200RT |        | Alemania | Motocicleta |